# Bihon Győző
Bihon Győző (Nyíregyháza, 1959. június 2.–)
magyar festő.

## Élete
Gyermekkora óta tanulmányokat folytatott Berecz András műtermében. 1978-ban felvételt nyert a Bessenyei György Tanárképző Főiskolára, ahol korábbi mestere volt a tanára. A sikeres diplomaszerzés után Budapesten tanított iskolákban. Ez idő alatt a Magyar Képzőművészeti Főiskolán Klimó Károly irányítása alatt anatómia és tárgyábrázolást valamint festészetet tanult. 1988-ban meghívást kapott Bécsbe Adolf Frohner képzőművésztől az Andgewandte Kunst Művészeti Akadémiára.
Jelenleg Szentendrén él és dolgozik.

## Munkássága[3]
1989 óta tagja a Magyar Alkotóművészek országos Egyesületének és a Fiatal Művészek Stúdiójának, valamint 2008 óta a Magyar Festők Társaságának.
Kezdeti években (1990-2002) akt képeket festett erősen expresszionista stílusban.
Egy átmeneti időszakot követően érdeklődése a tájkép festészet felé fordult 2006, nagy magasságokból madár- távlatú alkotásokat készített és készít napjainkig.
Bihon Győző az alkotásait a festményeken illetve a műalkotásain ( BYHON ) aláírással szignózta, a műveket két korszakra osztotta amit a BYHON MUNKÁK 2015-IG - BYHON MUNKÁK 2016-TÓL fémjelzett.
Több országos és külföldi kiállításon vett részt.

## Egyéni kiállítások (válogatás)
- 1988. Gallery 2000 Taiteilla Seura Turku, Finnország
- 1992. Galleria Castello Rovigo, Itália
- 1993. Zeneakadémia, Budapest
- 2002. Városi Galéria Hajdúszoboszló
- 2003. Körmendi Galéria Sopron
- 2004. Hajnóczy- Bakonyi-ház Sopron
- 2007. Bank-Center, Budapest
- 2005. Galery Isabel Innsbruck, Ausztria
- 2008. Hajnóczy- Bakonyi-ház ,Sopron
- 2008. Pál Gyula-terem, Nyíregyháza
- 2010. Sopron, Pannónia Galéria
- 2010. Szentendre, Inno-Art Műhely Galéria
- 2011. Public –Art Szentendre Fődíj
- 2013. Vajda Lajos Stúdió, Szentendre
- 2014. Pintér Galéria, Budapest
- 2014. Kernstok Galéria, Nyergesújfalu[9]
- 2015. Gerenday-ház Lábatlan
- 2015. Duna Múzeum, Esztergom
- 2015. Aba-Novák Galéria, Leányfalu
- 2016. Egry József Múzeum, Badacsony
- 2017. Rómer Flóris Múzeum, Győr[10]
- 2020. Műcsarnok, “Urbi et Orbi”, Budapest

## Csoportos kiállítások (válogatás)
- 1990. A Fiatal Művészek Stúdiójának kiállítása az Ernst Múzeumban
- 1992. STÚDIÓ 92, Magyar Nemzeti Galéria
- 1992. Duna Galéria, Budapest
- 2001. Művészet malom, Szentendre
- 2001. Salon de Prowance,, Franciaország
- 2009. Szekko, Szentendre Képtár
- 2009. Szentendrei Art Fesztivál
- 2010. Budapest Krisztina Pallace, Art-Market
- 2011. Szeged, Nyári-Tárlat
- 2012. Local Color, Szentendre
- 2014. Kép-Tár-Ház, Szombathely
- 2014. Múzsám, Adria, Szombathely
- 2014. Várkert Bazár
- 2015. Fétis Vajda Lajos Stúdió, Szentendre.
- 2016. 100 éves a Dada VlS, Szentendre.

## Díjak, ösztöndíjak
- 2011. Public- art fődíj a Pannó című alkotásért, mely szentendrei Egészség házban található.
- 2013. NKA ösztöndíj
- 2015. NKA ösztöndíj
- 2017 NKA ösztöndíj
- 2022 A Magyar Festők Társaságának fődíja a "Városkép" című pályázatán.

## Cikkek
A szabad ég alatt. Lévai Balázs beszélgetőtársa: Bihon Győző